# جرجس بركة
الأنبا جرجس بركة (10 مايو 1888 في طهطا، سوهاج، مصر - 9 ديسمبر 1946 في القاهرة، مصر) كان مطران المنيا للأقباط الكاثوليك منذ 1938 و حتى وفاته.

## حياته
كان اسمه عند الولادة أمين جبرة، و التحق بالإكليريكية اللاونية بطهطا في 23 يناير 1903 حيث أنهى دراساته الفلسفية و اللاهوتية. رُسم كاهنًا في 25 يونيو 1911، ثم اختير لأسقفية المنيا في 8 يوليو 1938 و رُسم أسقفًا عليها بيد البطريرك مرقس الثاني خزام في 16 أكتوبر من نفس العام. و توفي عام 1946 بمقر البطريركية الواقع في جسر القبة و قد أمضى أكثر من 8 أعوام في منصبه و دفن بكاتدرائية يسوع الملك بالمنيا.